# 贝雷库姆切尔西足球俱乐部
贝雷库姆切尔西足球俱乐部（Berekum Chelsea F.C.），是加纳贝雷库姆的一个足球俱乐部。该俱乐部名称源自英格兰的切尔西足球俱乐部。

## 榮譽
- 加納足球超級聯賽
  - 冠軍： 2010–11